# Pongoma (Fluss)
Die Pongoma (russisch Поньгома; karel. Ponkama) ist ein Fluss im Norden der Republik Karelien in Russland.
Sie bildet den Abfluss des gleichnamigen Sees Pongoma. Dieser liegt unmittelbar südlich des Toposero. Der Fluss Pongoma fließt über eine Strecke von 86 km in östlicher Richtung. Er passiert dabei mehrere Seen (Nomosero, Wokschosero, Rogosero) und weist eine Reihe von Stromschnellen auf. Bei der Siedlung Pongoma mündet der Fluss ins Weiße Meer.
Im Fluss lassen sich folgende Fische fangen: Flussbarsch, Hecht, Kleine Maräne, Rutilus, Regenbogenforelle, Buckellachs, Forelle und Stint.